# Ángel Castellanos
Ángel Castellanos Céspedes (Miguelturra, 1952. november 15. – Granada, 2024. január 2.) válogatott spanyol labdarúgó, hátvéd.

## Pályafutása

### Klubcsapatban
1969–70-ben a Manchengo, 1971–72-ben a Sabadell, 1972 és 1976 között a Granada, 1976 és 1986 között a Valencia labdarúgója volt. 1986–87-ben a Granada csapatában fejezte be az aktív játékot. A Valenciával egy spanyolkupa-győzelmet ért el. Tagja volt az 1979–80-as idényben KEK-győztes csapatnak, de a döntőn nem lépett pályára.

### A válogatottban
1974-ben három alkalommal szerepelt a spanyol válogatottban.

## Sikerei, díjai
Valencia
- Spanyol kupa
  - győztes: 1979
- Kupagyőztesek Európa-kupája (KEK)
  - győztes: 1979–80
- UEFA-szuperkupa
  - győztes: 1980

## Statisztika

### Mérkőzései a spanyol válogatottban
| Spanyolország | Spanyolország        | Spanyolország                    | Spanyolország | Spanyolország | Spanyolország | Spanyolország | Spanyolország | Spanyolország |
| #             | Dátum                | Helyszín                         | Hazai         | Eredmény      | Vendég        | Kiírás        | Gólok         | Esemény       |
| ------------- | -------------------- | -------------------------------- | ------------- | ------------- | ------------- | ------------- | ------------- | ------------- |
| 1.            | 1974. szeptember 25. | Koppenhága, Idrætsparken Stadion | Dánia         | 1 – 2         | Spanyolország | Eb-selejtező  | -             |               |
| 2.            | 1974. október 12.    | Buenos Aires, Estadio Monumental | Argentína     | 1 – 1         | Spanyolország | barátságos    | -             |               |
| 3.            | 1974. november 20.   | Glasgow, Hampden Park            | Skócia        | 1 – 2         | Spanyolország | Eb-selejtező  | -             |               |
|               | Összesen             |                                  |               | 3             | mérkőzés      |               | 0             | gól           |